# Freeport (Texas)
Freeport ist eine Stadt im Brazoria County des US-Bundesstaats Texas in den Vereinigten Staaten. Das U.S. Census Bureau hat bei der Volkszählung 2020 eine Einwohnerzahl von 10.696 ermittelt.

## Geographie
Die 34,4 km² große Stadt liegt rund 80 Kilometer südlich von Houston am Golf von Mexiko.
Bei Freeport mündet der mit 1350 Kilometern längste Fluss von Texas, der Brazos River, in den Golf von Mexiko.

## Geschichte
Freeport wurde im Jahr 1912 durch die Freeport Sulphur Company gegründet. Einen starken wirtschaftlichen Aufschwung erlebte die Stadt ab 1940, als Dow Chemical mit dem Bau von Chemiefabriken begann. Im Jahr 1957 wurde Freeport mit Velasco (Texas) zusammengelegt.

## Demografie
Nach der Volkszählung des Jahres 2000 leben in der Stadt 3097 Familien. Die Bevölkerungsdichte liegt bei 413 Personen pro km². 61,6 % der Einwohner sehen sich als Weiße. 13,4 % als Schwarze, 0,6 % von indianischer und 0,35 % von asiatischer Abstammung. 20,9 % der Einwohner bezeichnen sich einer anderen Ethnie zugehörig. Als Hispanics oder Latinos betrachten sich 52 %.

Das mittlere Haushaltseinkommen liegt bei 30.245 USD, das mittlere Einkommen einer Familie bei 32.421 USD. Die mittlere Größe eines Haushalts beträgt 3,05 und die mittlere Familiengröße 3,59 Personen. 22,9 % der Einwohner leben unter der Armutsgrenze.

## Wirtschaft
Größter Arbeitgeber der Stadt ist die Chemieindustrie. Insbesondere Dow Chemical betreibt in Freeport mehrere große Chemiewerke. Weitere dort ansässige Firmen sind zum Beispiel die BASF und Monsanto. In Freeport befindet sich ein Gefängnis mit mehr als 2000 Angestellten. Freeport besitzt einen Seehafen und ein Export-Terminal für Flüssigerdgas.